# 伊万里市立東陵学園
伊万里市立東陵学園（いまりしりつ とうりょうがくえん）は2025年（令和7年）に佐賀県伊万里市松浦町提川（さげのかわ）に開校した市立の義務教育学校。
小学校2校（伊万里市立大川小学校・伊万里市立松浦小学校）と中学校1校（伊万里市立東陵中学校）の統合により、東陵中学校の校地に開校した。

## 概要
歴史
2025年（令和7年）4月に義務教育学校として開校。伊万里市内では伊万里市立南波多郷学館に次ぎ、2番目の義務教育学校となる。
校章
松浦小の「松」、大川小の「川」、そして東陵中に植えられているツツジの花を組み合わせたものを背景にして、中央に校名である「東陵」の文字（縦書き）を配している。
校歌
伊万里市立東陵中学校の校歌を継承。歌詞は3番まであり、各番に校名の「東陵」が登場する。斉唱中に手拍子を打つ点が特徴的である。
通学区域
- 旧・伊万里市立大川小学校区（東分、上原、下分、下平、梅岩、岳坂、村分、藤川内、久良木、宿分、上分、中通、金石原）
- 旧・伊万里市立松浦小学校区（宿、川西、駒鳴、立川、片竹、戸石川、山口、井手口、東田代、長野、川原、相の谷）[2]。

## 沿革
- 2025年（令和7年）
  - 4月1日 -義務教育学校「伊万里市立東陵学園」（現校名）が開校。
  - 4月7日 - 開校式を挙行。

## 交通
最寄りの鉄道駅
- JR九州 筑肥線 「肥前長野駅」

最寄りのバス停留所
- 昭和自動車 「川原」バス停留所

最寄りの幹線道路
- 佐賀県道38号相知山内線

## 周辺
- 松浦川
- 大黒大橋